# Норт-Логан (Юта)
Норт-Логан (англ. North Logan) — місто (англ. city) в США, в окрузі Кеш штату Юта. Населення — 10 986 осіб (2020).

## Географія
Норт-Логан розташований за координатами 41°46′32″ пн. ш. 111°48′23″ зх. д. / 41.77556° пн. ш. 111.80639° зх. д. (41.775527, -111.806434).  За даними Бюро перепису населення США в 2010 році місто мало площу 18,05 км², з яких 18,03 км² — суходіл та 0,02 км² — водойми.

## Демографія
Згідно з переписом 2010 року, у місті мешкало 8269 осіб у 2556 домогосподарствах у складі 2022 родин. Густота населення становила 458 осіб/км².  Було 2680 помешкань (148/км²).
Расовий склад населення:
| - 90,7 % — білих - 2,8 % — азіатів - 0,7 % — вихідців з тихоокеанських островів - 0,5 % — корінних американців - 0,3 % — чорних або афроамериканців - 3,1 % — осіб інших рас |

До двох чи більше рас належало 1,9 %. Частка іспаномовних становила 6,3 % від усіх жителів.
За віковим діапазоном населення розподілялося таким чином: 33,9 % — особи молодші 18 років, 56,3 % — особи у віці 18—64 років, 9,8 % — особи у віці 65 років та старші. Медіана віку мешканця становила 27,4 року. На 100 осіб жіночої статі у місті припадало 100,5 чоловіків;  на 100 жінок у віці від 18 років та старших — 98,8 чоловіків також старших 18 років.
Середній дохід на одне домашнє господарство  становив 82 296 доларів США (медіана — 64 571), а середній дохід на одну сім'ю — 96 720 доларів (медіана — 72 945). Медіана доходів становила 52 500 доларів для чоловіків та 36 047 доларів для жінок. За межею бідності перебувало 11,4 % осіб, у тому числі 8,9 % дітей у віці до 18 років та 3,6 % осіб у віці 65 років та старших.
Цивільне працевлаштоване населення становило 3981 особа. Основні галузі зайнятості: освіта, охорона здоров'я та соціальна допомога — 33,0 %, виробництво — 17,4 %, науковці, спеціалісти, менеджери — 12,7 %, роздрібна торгівля — 12,6 %.